# Victor Boin

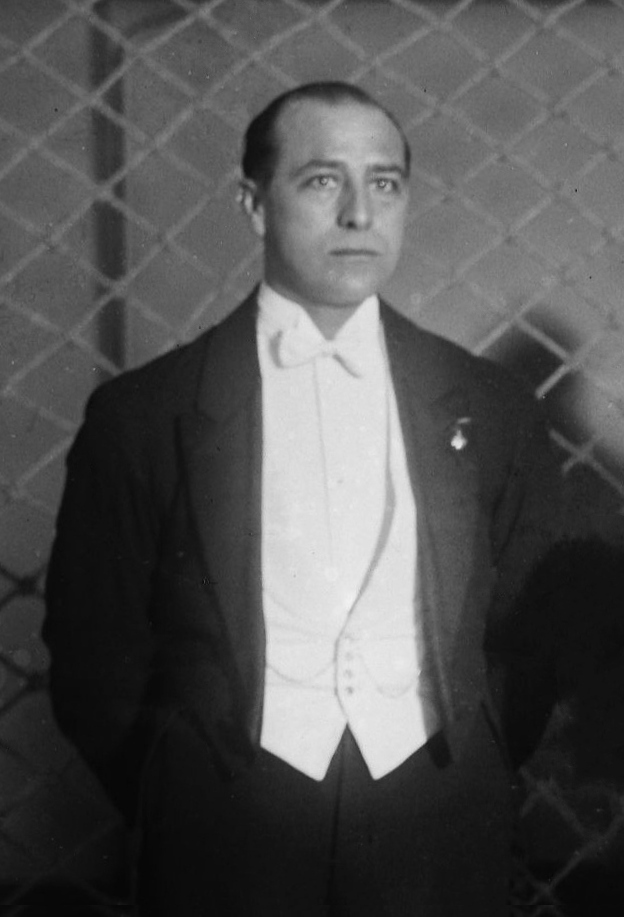
Victor Boin, 1922

Victor Charles Gustave Boin (* 28. Februar 1886 in Burcht, Provinz Antwerpen; † 31. März 1974 in Brüssel) war ein belgischer Sportjournalist, Sportler und Sportfunktionär.
Bei den Olympischen Spielen 1920 in Antwerpen wurde er vom Nationalen Olympischen Komitee Belgiens ausgewählt, als erster Athlet in der Geschichte den von Pierre de Coubertin geschriebenen olympischen Eid zu sprechen.
Boin nahm an insgesamt drei Olympischen Spielen teil (1908, 1912 und 1920). 1908 gewann er mit der belgischen Wasserballmannschaft die Silbermedaille, vier Jahre später die Bronzemedaille. Bei den Olympischen Spielen 1920 gehörte er der belgischen Degenmannschaft an, die die Silbermedaille errang.
Nach seiner aktiven Laufbahn blieb Boin dem Sport als Funktionär erhalten. Zwischen 1955 und 1965 bekleidete er das Amt des Präsidenten des Nationalen Olympischen Komitees Belgiens. Von 1932 bis 1956 war er Präsident der Association Internationale de la Presse Sportive (AIPS).